# Giuseppe Bommarito
Giuseppe Bommarito (Balestrate, 14 luglio 1944 – Palermo, 13 giugno 1983) è stato un carabiniere italiano insignito di medaglia d'oro al valor civile alla memoria.

## Biografia
Giuseppe Bommarito era un appuntato dei carabinieri ucciso in un attentato, insieme al collega Pietro Morici, anch'egli di scorta al capitano Mario D'Aleo. Giuseppe Bommarito nasce il 14 luglio 1944 a Balestrate (PA). È il quinto di sette figli di Salvatore Bommarito e Marianna Badaglialacqua, entrambi balestratesi. Il padre, contadino di giorno e pescatore di notte, riesce a mantenere la famiglia dignitosamente. È sensibile alla musica, suona il flicorno nella prima banda del paese e conosce a memoria le arie più famose delle opere liriche che la radio trasmette. È un uomo forte che reagisce con coraggio ai prepotenti ed educa i figli a vivere onestamente, con la schiena dritta. I suoi sacrifici e la sua fatica erano stati una palestra di vita per Giuseppe.
```
I proverbi di casa sono: "Mali nun fari, paura nun aviri" e "Cu avi lingua passa u mari". Giuseppe, per sua natura, è protettivo e riservato; dal padre impara a non voltarsi dall'altra parte di fronte alle ingiustizie. Da ragazzo lavora in campagna e nell'edilizia, ama gli animali e riconosce il cinguettio degli uccelli; ha una voce intonata, predilige 
Domenico Modugno
, canta "Amara terra mia". A Balestrate frequenta la scuola di Avviamento professionale con buoni risultati. A 16 anni emigra a Torino insieme a un cognato e a un paesano in cerca di lavoro come muratori, ma ritorna in Sicilia dopo un breve periodo, perché qui era convinto che avrebbe trovato la sua strada. A 18 anni inoltra domanda di arruolamento presso l'Arma dei Carabinieri per svolgere il servizio obbligatorio di leva dove viene ammesso - con grande orgoglio di genitori e fratelli - dopo una selezione basata sul suo stato psicofisico e sulla storia documentata dell'onestà della sua famiglia. Compiuti i 28 anni Giuseppe sposa la fidanzata di sempre, la balestratese Girolama "Mimma". Stabiliscono la residenza a Monreale, dove Giuseppe presta servizio. Nascono i figli Salvatore e Vincenzo.
```

Non è una terra facile, è fortemente condizionata dalla presenza di una mafia in grado di stringere relazioni con pezzi di politica e delle istituzioni, della chiesa e delle stesse forze dell'ordine. Proprio per questo motivo, l'arrivo del Capitano Emanuele Basile per Giuseppe è una boccata d'ossigeno, lavorano insieme. L'omicidio di Basile fa soffrire molto Bommarito. Il successore, Mario D'aleo, è un ufficiale autorevole e coraggioso che riesce con entusiasmo dare continuità al lavoro di Basile. Le indagini contro Cosa nostra riprendono vigore. 
Il 13 giugno del 1983 si identifica come il fatidico giorno in cui morì non solo Bommarito, anche D'Aleo e Morici. i funerali di stato, alla presenza di Sandro PErtini, vengono celebrati due giorni dopo nel duomo di Monreale. Nella sua omelia, il Vescovo Cassina non pronuncia mai la parola mafia. 
Per molti anni, i rapporti tra la famiglia e l'Arma sono difficili. Migliorano solo nel 2007, quando Francesca, Mimma e i figli di Giuseppe decidono di trasformare quel dolore in impegno e di testimoniare in prima persona i valori nei quali l'appuntato Bommarito credeva. 
Nel 2013 nasce l'Associazione Giuseppe Bommarito Contro le mafie. 
Nel 2016 a Balestrate è stato inaugurato il Centro di aggregazione giovanile in un bene confiscato alla mafia e dedicato alle tre vittime della strage di Via Scobar. 
"Era stato per me il fratello maggiore che mi aveva insegnato a nuotare, ad andare in bici, ballare. Quanti momenti di spensieratezza e di complicità! Aveva la capacità innata di portare una nota di allegria, era protettivo, era molto responsabile (…) Ci sono voluti quasi 30 anni per avere verità e giustizia parziali; ritengo, infatti, che su quanto realmente accaduto quel giorno in via Scobar non tutto sia stato detto e che non tutti i responsabili abbiano pagato. . . Fare parte della grande Famiglia di Libera, camminare, ogni 21 Marzo, con tutti i familiari colpiti dalle mafie, rappresenta per noi un appuntamento irrinunciabile" - Francesca, sorella di Giuseppe.

## Memoria
Giuseppe Bommarito è ricordato ogni anno il 21 marzo nella Giornata della Memoria e dell'Impegno di Libera, la rete di associazioni contro le mafie, che in questa data legge il lungo elenco dei nomi delle vittime di mafia e fenomeni mafiosi. Alla sua memoria è titolata una via nel comune di Balestrate e, dal 13 settembre 2005, la Caserma sede del Comando Stazione Carabinieri di Balestrate.